# Epos van koning Gesar

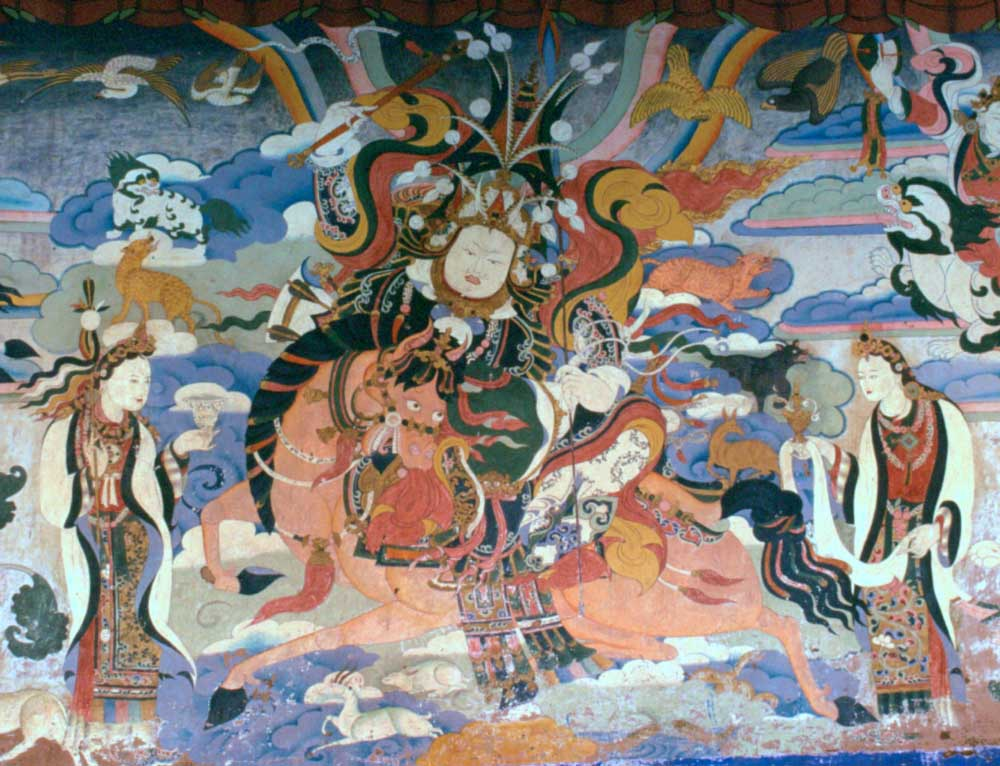
Muurschildering van Gesar

Het epos van koning Gesar is het belangrijkste heldendicht van Tibet en een groot deel van Centraal-Azië. Het epos is ontstaan in Kham in een periode dat er nog nauwelijks sprake was van georganiseerd en monastiek boeddhisme in het gebied. Onderdelen van het verhaal moeten voor 700 al in een of andere vorm hebben gecirculeerd en hebben een oorsprong in de preboeddhistische periode van Tibet.
Vanaf de elfde eeuw hebben boeddhistische missionarissen het epos in de vorm zoals het toen bestond voorzien van boeddhistische elementen. In de zestiende eeuw moet er iets als een proto-epos hebben bestaan. Met name in de negentiende en begin twintigste eeuw is een grote hoeveelheid tekst aan het epos toegevoegd met een verdere versterking van het boeddhistische element. De traditie van Gesar heeft echter altijd haar wortels in het volksgeloof behouden. In die zin zijn de boeddhistische elementen daaraan ondergeschikt.
Er zijn tientallen vaak ook inhoudelijk verschillende versies van het epos. Naast de Tibetaanse zijn er versies in het Burushaski, Ladakhi en meerdere Mongoolse versies, waaronder het Boerjatisch en Kalmuks. Het epos bevat in de verschillende tradities een vermenging van de verschillende regionale mythische, legendarische, folkloristische en religieuze elementen in het gebied waar het ontstond. In die zin is dan ook geen sprake van een soort oerversie van het epos.
De oudste bekende schriftelijke teksten dateren uit de achttiende eeuw. Er is nog een levende traditie van barden uit het epos voor te dragen. Uitvoeringen van het epos in de eenentwintigste eeuw zijn niet meer gebaseerd op een orale overlevering maar op de tekst van gedrukte versies. De lengte van het epos kan per versie verschillen. De bekendste Tibetaanse versies vormen echter het langste epos in de wereld. In die versies is sprake van een aantal van ongeveer 20 miljoen woorden. Het nu opgenomen repertoire van de bard Samdrup (Bsam grub) (1922–2011) vergt drieduizend uur om het geheel te beluisteren. Ter vergelijking: de Ilias van Homerus bevat 15.693 versregels, het Epos van koning Gesar meer dan een miljoen.

## Kern van het verhaal
Er zijn alleen al tientallen Tibetaanse versies van het epos die aanzienlijke inhoudelijke verschillen hebben. Er is wel sprake van een min of meer gemeenschappelijke kern. Die kern wordt meestal in zeven of acht episoden verdeeld.
- In de eerste episode verzoeken de inwoners van het koninkrijk Ling ( Gling) de goden om een redder die hun land kan bevrijden van de kwade krachten en demonen. De goden nemen de beslissing een van hen naar de aarde te zenden. Padmasambhava bezoekt alvast de onderwaterwereld van de nagas om een nagaprinses te verkrijgen die de moeder van Gesar zal worden.
- In de tweede episode wordt Gesar geboren als de zoon van de nagaprinses en Seng blon, de leider van de stammen van de Gling. Zijn kwaadwillende oom Kho thung probeert hem te vermoorden maar slaagt daar niet in.
- In de derde episode verleidt Gesar zijn oom om een paardenrace te organiseren waarvan de winnaar koning van Ling zal worden alsmede Brug mo zal trouwen. Gesar wint de wedstrijd, bestijgt de troon en huwt Brug mo.
- In de vierde episode wordt Me bza Bum skyid, een andere vrouw van Gesar, ontvoerd door Klu btsan de demonische koning van het noorden. Met de hulp van de zuster van Klu btsan, de vrouwelijke strijder A stag Lha, weet Gesar Klu btsan te doden. De inwoners van het rijk van Klu btsan worden bekeerd tot het boeddhisme en bondgenoten van Ling. Me bza brengt echter Gesar in een diepe slaap zodat hij zijn missie vergeet en hij bij haar in het rijk van de demonen blijft.
- In de vijfde episode veroveren de drie demonische koningen van Hor onder hun leider Gur dkar het koninkrijk Ling. Zij ontvoeren Brug mo, die de moeder wordt van een kind van Gur dkar. Gesar wordt uiteindelijk wakker uit zijn slaap en keert terug naar Ling. Hij verslaat de drie demonische koningen die bondgenoten van het koninkrijk Ling worden.
- In de zesde episode bestrijdt Gesar nog twee andere rijken van demonische koningen. Die worden verslagen en hun inwoners worden eveneens bondgenoten van Ling.
- In de zevende episode bezoekt Gesar China, waar hij trouwt met een Chinese prinses.
- In de achtste episode bezoekt Gesar de onderwereld om zijn moeder, in sommige versies A stag Lha, te redden. Na zijn terugkeer besluit hij zijn missie voor geëindigd te beschouwen en keert hij terug naar het rijk van de goden.

## Oorsprong van het epos
De oorsprong van het epos wordt op het vakgebied gezocht in het oosten van het Tibetaanse cultuurgebied dat vroeger met de historische naam Kham werd aangeduid. Dat gebied maakte tot het midden van de negende eeuw deel uit van het Tibetaanse rijk. Een aantal elementen uit het verhaal wijzen op een ontstaan in een pastorale samenleving en cultuur waar georganiseerd en monastiek boeddhisme nog nauwelijks aanwezig was. Delen als de onderwaterwereld en de naga's hebben een oorsprong in de preboeddhistische periode van Tibet. Het zijn elementen die ook voorkomen in de Oude Tibetaanse kroniek bij verhalen over Drigum Tsenpo en Drongnyen Deru. Gesar daalt net als de mythische eerste Tibetaanse koning Nyatri Tsenpo vanuit de hemel af naar de aarde en vertrekt weer daarheen als hij zijn missie voltooid acht. Die elementen in het verhaal moeten voor 700 al in een of andere vorm hebben gecirculeerd. Het huwelijk van Gesar met een Chinese prinses heeft een equivalent in de Tibetaanse geschiedschrijving in het daar beschreven huwelijk tussen de Chinese prinses Wengcheng en Songtsen Gampo. (Feitelijk was Wengcheng de bruid van zijn zoon Gungri Gungtsen).
Tijdens de tweede verspreiding van het boeddhisme in Tibet vanaf de elfde eeuw moeten boeddhistische missionarissen het epos in de vorm zoals het toen bestond voorzien hebben van boeddhistische elementen. De introductie van Padmasambhava in het verhaal kan niet eerder dan in de veertiende eeuw zijn geweest en zijn rol in het epos blijft tot versies uit de negentiende eeuw zeer gering. In de zestiende eeuw moet er iets als een proto-epos hebben bestaan. Tot in de twintigste eeuw zijn er daarna uitbreidingen van het verhaal geweest. Waarschijnlijk is de hellevaart van Gesar om zijn moeder dan wel A stag Lha uit de onderwereld te redden na de zestiende eeuw in het verhaal opgenomen. In de negentiende en begin twintigste eeuw zijn er mede op basis van veronderstelde openbaringen van terma's aanzienlijke delen aan het epos toegevoegd. Daarin wordt de rol van Padmasambhava sterk uitvergroot. Hierin heeft Padmasambhava een centrale rol in het verhaal gekregen als de architect van de goddelijke rol van Gesar of wordt daarmee ook zelfs vereenzelvigd. Het is ook op basis van dit soort toevoegingen dat bij uitvoeringen van het epos vanaf de laatste decennia van de twintigste eeuw uitvoering van rituelen zoals het brengen van offers, rookzuivering en het optreden van gemaskerde dansers een rol is gaan spelen.
Ook in de literatuur van de Tibetaanse Bön-religie komt Gesar vele malen voor. In die literatuur wordt Gesar door Shenlha Okar, de belangrijkste godheid in de religie, naar de aarde gezonden. In de versie van de bön wordt door Gesar een gefragmenteerd Tibet weer herenigd en wordt de bön de dominante religie in het land.
Naast de Tibetaanse zijn er versies in het Ladakhi en meerdere Mongoolse versies, waaronder het Boerjatisch en Kalmuks. Het is niet duidelijk op welke wijze het epos zover naar het westen (Kalmukken) en noorden (Boerjaten) verspreid is. Het epos bevat in de verschillende tradities een vermenging van de verschillende regionale mythische, legendarische, folkloristische en religieuze elementen in het gebied waar het ontstond.
De versies in het Ladakhi en het Boerjatisch hebben vergeleken met alle andere versies zeer weinig boeddhistische invloeden. Er is geen verklaring voor dat feit in het geval van het Ladakhi. Bij de Boerjatische versie heeft de late introductie van het boeddhisme in pas de achttiende eeuw ongetwijfeld een rol gespeeld. In die versie zijn veel sjamanistische elementen aanwezig.

## Etymologie
Er bestaan op het vakgebied meerdere opvattingen over de herkomst van de naam Gesar. In de teksten van het epos wordt Gesar vaak Gling Gesar of ook wel Phrom Gesar genoemd. Meerdere malen komt ook de term Gesar, koning van Phrom voor. De naam Gling duidt op de in Kham gelegen streek Gling-tshang. In de vroegste kosmogonie van Tibet werd het hele grondgebied van het land gedivineerd als een kwade vrouwelijke demon. Die moest in bedwang gehouden worden door een aantal in de zevende eeuw gebouwde tempels op strategische plaatsen van haar veronderstelde lichaam. Een van die vier tempels stond in de streek Gling-tshang.
Een aanzienlijk aantal auteurs op het vakgebied relateert de benaming Phrom Gesar aan Rome en duidt dit als Gesar van Rome. Met het woord Rome wordt dan het Turkse woord Rûm bedoeld, waarmee het Byzantijnse rijk werd aangeduid. Er zijn munten gevonden van een vorst van Gandhara met de naam Fromo Kesaro. Dat heeft op het vakgebied geleid tot overwegingen dat oorspronkelijk met de naam Gesar niet een persoon maar een geografisch gebied werd aangeduid. In de literatuur van de bön wordt Fromo Kesaro ook uitsluitend als een geografisch begrip gehanteerd.

## De liederen
Het centrale thema van het epos is de beschermende en morele kracht van het boeddhisme en de destructieve en demonische kracht van het egoïsme in al zijn vormen. Dat resulteert in de overwinning van het boeddhisme over de bön, het hindoeïsme, demonische krachten, kwaad en het egoïsme in de mens. De boeddhistische identiteit van Gesar is duidelijk en wordt versterkt door het optreden en verschijnen van boeddhistische godheden. Toch is het uiteindelijke doel van het boeddhisme, namelijk verlichting en bevrijding uit de kringloop van reïncarnatie, nauwelijks aanwezig in de tekst. Het boeddhisme wordt meer voorgesteld als een bron voor magische en sjamanistische krachten.
De versie in het Burushaski kent alleen verhalende tekst. Alle andere versies bevatten naast proza tientallen liederen. In de meeste Tibetaanse versies zijn er tussen de vijftig en zestig liederen. In de liederen over de clans in het epos worden die met hun eigen gebruiken verhaald, voeren de helden duidelijk niet-boeddhistische rituelen uit en laten ze belangrijke beslissingen afhangen van waarzeggerij. Daarin is een grote rol van krijgsgeesten als de drala en de werma die wapens bijzondere krachten geven door bijvoorbeeld pijlen een onnatuurlijk hoge snelheid te geven of zwaarden buitengewoon scherp te maken. Die geestenwereld heeft geen boeddhistische wortels en moet gezocht worden in wat Rolf Stein als the nameless religion benoemde, de religie voor de introductie van het boeddhisme.
De vrouwelijke helden in het verhaal en Brug-mo in het bijzonder roepen vaak de vrouwelijke boddhisattva Tara aan. De overige helden roepen echter vrijwel nooit tantrische godheden aan. De enige uitzondering is zijn kwade oom Kho-thung die vaak Hayagriva oproept, de toornige verschijningsvorm van Avalokitesvara. Kho thung is feitelijk het enige karakter in het epos die als een aanhanger van tantrische opvattingen beschreven wordt. Hij heeft wel magische krachten, maar die keren zich vaak tegen hem en het gevolg is dat hij regelmatig in vernederende situaties belandt. Kho thung vertegenwoordigt de egoïstische beoefenaar van incorrecte tantrische praktijken met alle negatieve gevolgen die dat kan hebben. Dit laatste element is een boeddhistische laag die al relatief vroeg in de ontwikkeling van het epos moet zijn aangebracht. In de Tibetaanse geschiedschrijving wordt frequent melding gemaakt van grotesk misbruik van de tantrische traditie in de periode voorafgaand aan de tweede verspreiding van het boeddhisme in Tibet. Het ontbreken van georganiseerd boeddhisme zou bij de beoefening van de tantra tot grote excessen hebben geleid. Boeddhistische missionarissen waren dan ook van opvatting dat deze praktijk alleen door geschoolde monniken kon worden beoefend en wensten de praktijk door leken aan banden te leggen.
Vrijwel alle liederen beginnen met een aanroeping van een of meerdere beschermgoden, vaak nog voorafgegaan door de mantra Om manipadmé hum.
Het zijn met name de liederen die het conflict benadrukken. De melodie van de liederen kan van uitvoerder tot uitvoerder verschillen. Ervaren uitvoerders gebruiken verschillende melodieën voor de belangrijkste karakters van het epos.
In een aantal gevallen wordt een lied bedoeld als een demonstratie van magische kracht. Zo zijn er een aantal liederen waarin Gesar zijn vrouw Brug-mo verandert in een lelijke oude vrouw en weer terug. Er zijn liederen waarin een profetie uitgedrukt wordt. In een van die liederen wordt Gesar exact uitgelegd dat de tijd gekomen is de troon van Ling te bestijgen en hoe hij dat moet organiseren door middel van de paardenrace.
De liederen kennen vrijwel altijd regels van zeven lettergrepen. De liederen hebben min of meer hetzelfde schema. 
- Het karakter dat verondersteld wordt het lied te zingen roept een of meer beschermgoden aan.
- De plaats waar het zich afspeelt wordt geïntroduceerd. Als u niet weet waar dat is, het is in ….
- Het karakter dat het lied zingt wordt geïntroduceerd. Als u niet weet wie ik ben, ik ben …..
- Hierna volgt het feitelijke verhaal van het lied.
- De liederen eindigen vaak met een vorm van een conclusie: Als u dit lied begrijpt, laat u het dan onthouden. Als u het niet begrijpt, is er geen verklaring

## Opname in het pantheon en syncretisering met andere godheden
De populariteit van het epos had zowel in Tibet als Mongolië zijn wortels veel meer in het volksgeloof dan in boeddhistische noties. Gedrukte versies zijn van een relatief late datum. De eerste blokdruk was een Mongoolse versie van het epos dat in opdracht van de Chinese keizer Kangxi in 1716 in Peking gedrukt werd. Het was een gebaar van de keizer naar de Chalcha-Mongolen die zich kort daarvoor aan het Chinese gezag hadden moeten onderwerpen. Het had het nevenschikkend doel zich mede-eigenaar te maken van de traditie van Gesar en de heersende positie over de Mongolen ook op die wijze te legitimeren.
Ook de eerste Tibetaanse blokdruk had deze politieke bedoelingen. In 1734 kwam bij de beroemde drukkerij van het toen nog onafhankelijke koninkrijk Dergé de Hor-gling g.yul-’gyed uit, het deel van het epos waarin Gesar de drie koningen van Hor verslaat. Eind zeventiende eeuw had Dergé het toen ook nog onafhankelijke koninkrijk Gling-tshang veroverd. Het toenmalige koninklijk huis van Gling-tshang, waarvan het huis van Dergé nu in zekere zin de opvolger was, claimde af te stammen van Lhase Dralha Tsegyal de neef van Gesar in het epos. Door de eerste blokdruk uit te brengen en zich de traditie van Gesar toe te eigenen legitimeerde het huis van Dergé de verovering. In het colophon van de uitgave wordt vermeld dat het gebaseerd is op de vertellingen van ruim twintig barden. Opmerkelijk is dat de rol van Padmasambhava ook in deze uitgave nog zeer gering is.
Uitvoeringen van het epos in de eenentwintigste eeuw zijn niet meer gebaseerd op een orale overlevering maar op de tekst van gedrukte versies. De versie in het Ladakhi werd eind negentiende eeuw voor het eerst door een dorpsonderwijzer opgeschreven voor A. H. Francke. Hij publiceerde in 1905 de eerste gedrukte versie. Deze versie is de enige echte orale versie van het epos dat bewaard is gebleven. De sjamanistische wortels van het epos zijn in deze versie zeer duidelijk aanwezig. Verschillend van de literaire versies ontbreekt in de verhalen hier het boeddhistische element. Er komen ook geen beschermgoden voor die aan het boeddhisme zijn ontleend en ook het meer geleerde idioom van de meer literaire taal in andere versies ontbreekt.
In Mongolië werd een aantal beschermgoden vereerd in de vorm van gewapende helden ter paard. Het epos werd in Mongolië pas eind zestiende eeuw bekend maar werd snel populair. Gesar werd aan die serie beschermgoden in het pantheon van het volksgeloof toegevoegd. Hij is vooral een krijgsgod, maar daarnaast is hij tevens een beschermgod die moet hoeden over de veestapels en vooral de kudden paarden. Gesar werd ook aangeroepen voor een goede jacht. In de achttiende eeuw kreeg Gesar ook een bescheiden plaats in het pantheon van het Tibetaans-Mongoolse boeddhisme. In de meeste versies werd hij gesyncretiseerd met Vaiśravaṇa, een van de Vier Hemelse Koningen.
Omstreeks het midden van de achttiende eeuw bereikte het rijk van de Qing-dynastie zijn grootste omvang. De ideologische overtuiging van de keizer Qianlong was, dat godsdiensten in wezen instrumenten waren die zich (moeten) richten op de pacificatie van allen die in het (Chinese) Rijk leven. Vanaf eind achttiende eeuw gaan de keizers in hun religieuze politiek een beleid voeren ten aanzien van het syncretiseren van Chinese godheden met godheden van andere etnische groepen in het rijk.
De Mantsjoes hadden een grote bewondering voor Guan Yu (160 - 219) die een generaal was onder de krijgsheer Liu Bei tijdens de Oostelijke Han-dynastie. In latere dynastieën werd hij vereerd als een oorlogsgod. Hij is een van de belangrijkste personages in de historische Roman van de Drie Koninkrijken van Luo Guanzhong uit de veertiende eeuw. Het boek wordt gezien als een van de vier klassieke romans van de Chinese literatuur. Het was het meest populaire boek bij het geletterde deel van de Mantsjoes. Guan Yu werd gesyncretiseerd met Gesar. De in opdracht van Kangxi uitgebrachte Mongoolse blokdruk van 1716 had al de ondertitel San Guo Shi, De drie koninkrijken. In de negentiende eeuw lieten Chinese keizers als Jiaqing en Daoguang honderden tempels voor Guan Yu/Gesar bouwen in de Mongoolse en Tibetaanse grensprovincies van het Chinese rijk.
De invloed van het epos in het volksgeloof werd in de Culturele revolutie in Tibet nog een keer duidelijk. Tijdens de meest bloedige periode in 1968 en 1969 waren er drie elkaar bestrijdende groepen Tibetaanse rode gardisten. Leden van een van die groepen claimden af te stammen van Gesar. De leider van die groep was een voormalige non met de naam Trinle Chodron. Zij beweerde de reïncarnatie te zijn van Brug-mo, de belangrijkste vrouw van Gesar en had grote invloed op haar volgelingen. Tegenstanders werden met extreem geweld om het leven gebracht. De groep werd in 1969 gevangengenomen en de leden geëxecuteerd.

## Studies en vertalingen
De belangstelling voor het epos bleef in Kham en Amdo onverminderd groot. Do Khyentse, een van de weinige tulku's uit het volk van de Golog, schreef omstreeks 1860 zijn autobiografie. In feite is het echter de geschiedenis van de ontwikkeling van zijn eigen volk vanaf hun mythische ontstaan tot en met de magische geboorte van Do Khyentse zelf. Steeds probeert Do Khyentse in zijn werk de overeenkomsten te tonen tussen het ontstaan van de Golog en de wereld van het epos van Gesar.
De belangstelling in Centraal-Tibet was minder. In de kloosters, de vrijwel enige plaatsen waar enige studie werd gedaan, werd nauwelijks aandacht gegeven aan het epos. Het werd gezien als het collectieve product van generaties van analfabete barden die volstrekt onvoldoende kennis van het boeddhisme hadden en de studie van het epos werd dan ook als tijdverspilling gezien.
De enige premoderne Tibetaanse studie is van de geleerde Sumpa Yeshe Peljor (1704-1788). Die studie is bewaard gebleven in een briefwisseling tussen hem en Lobsang Pälden Yeshe (1738 – 1780), de zesde pänchen lama. Daarbij stelt de pänchen lama vragen die door Sumpa Yeshe Peljor beantwoord worden. De inhoud van die briefwisseling werd eind 1799 door beiden besproken in het klooster Kumbum, waar de pänchen lama enkele maanden verbleef tijdens zijn reis naar de Chinese keizer Qianlong in Peking. Sumpa zag Gesar als een persoon die ook in historische zin heeft bestaan en nog niet zo lang geleden heeft geleefd. Sumpa schreef dat hoewel  mensen beweren dat Gesar een emanatie van die of die is, hij niet als een heilig of eerbiedwaardig mens kan worden beschouwd. Hij merkt op dat Gesar in Tibet, China en Mongolië op vele verschillende en gefictionaliseerde manieren wordt beschreven maar dat hij een gewoon mens was, omdat niet vertrouwd kan worden op al die onderling tegenstrijdige beschrijvingen . Als Sumpa de daden van Gesar beschrijft en met name de wijze hoe hij zijn tegenstanders verslaat legt hij sterk de nadruk op duidelijk niet-boeddhistische concepten van het vernietigen van demonen die uit de preboeddhistische periode moeten komen. Nergens komen in zijn brieven de latere rituelen voor die vanaf de twintigste eeuw het epos zijn gaan domineren.
De eerste Europeanen die het bestaan van het epos beschreven waren Sándor Kőrösi Csoma en Peter Simon Pallas. In 1836 werd een Russische vertaling van Isaac Jacob Smidt uitgebracht van de eerste Mongoolse blokdruk van 1716. In 1839 verscheen daarvan een Duitse vertaling. In 1927 kwam hiervan een Engelse vertaling van Ida Zeitlin uit. De eerste wetenschappelijke publicatie over een versie in het Ladakhi verscheen in 1905 van A.H. Francke. Francke was de eerste die de oorsprong van het epos in de preboeddhistische periode van Tibet dateerde. In 1931 werd door David Lockhart Lorimer een Engelse vertaling uitgebracht van een versie in het Burushaski uit Gilgit-Baltistan.
In hetzelfde jaar verscheen La vie Surhumaine de Guésar de Ling le Héros Thibétain (The Superhuman Life of Gesar of Ling) van Alexandra David-Néel. Dit was het werk dat het epos bij een wat groter publiek in het westen bekend maakte. Het werk is echter geen vertaling, maar een door haar geredigeerde hervertelling van delen van het epos die zij tijdens haar reizen in Tibet zelf had gehoord. George Roerich publiceerde in 1942 The Epic of King Kesar of Ling. Hij beschreef daarin vooral de cultuur en samenleving waarin het epos nog een levende traditie was.
Onderzoek naar de Mongoolse traditie van Gesar werd uitgevoerd en gepubliceerd door Walther Heissig. De eerste omvangrijke wetenschappelijke studie was van Rolf Stein. In 1959 verscheen Recherches sur l’Épopée et le Barde au Tibet. Het was een onderzoek naar alle op dat moment bekende versies en bronnen van het epos. Het werk was het eerste dat de ontwikkeling van het verhaal beschreef met de opeenvolging van het verschijnen van boeddhistische elementen in het epos. Matthias Hermanns publiceerde in 1965 Das National-Epos der Tibeter gling König Ge sar. Ook Hermanss kwam tot de conclusie dat de oorsprong van het epos in een preboeddhistische pastorale stammensamenleving moest worden gezocht.
Onderzoek in China over het epos dateert van omstreeks 1930 tijdens de periode van de Republiek China. Na de val van de republiek in 1949 duurde het tot 1980 voordat nader onderzoek gedaan werd. Het onderzoek in de Volksrepubliek China heeft zich enige tijd gericht op het vinden dan wel reconstrueren van een oerversie van het epos. Eind jaren tachtig kwam men tot de conclusie dat dit niet mogelijk was en het epos op cumulatieve wijze moet zijn ontstaan. Waar westerse publicaties lang het boeddhistische element in de ontwikkeling van het epos te sterk hebben benadrukt, hebben veel Chinese publicaties de neiging de relatie met het Tibetaans boeddhisme te negeren.
Sinds 1980 heeft de staat de studie van Gesar als een volksheld gestimuleerd. Op een aantal instituten in alle provincies waar Tibetanen wonen, (Tibetaanse Autonome Regio, Sichuan, Gansu, Yunnan), zijn vakgroepen Gesarologie ingesteld. Het onderzoeksprogramma wordt gecoördineerd door de Nationale Academie voor Sociale wetenschappen waar het Koning Gesar Research Instituut ook is gevestigd. Er zijn aanzienlijke inspanningen verricht in het verzamelen, opnemen en publiceren van verhalen van nog levende barden. Er zijn enkele honderden tot dan toe onbekende Tibetaanse manuscripten en houten blokdrukken ontdekt. Veel materiaal is in het Chinees vertaald. Ook een aantal westerse publicaties, zoals het werk van Rolf Stein is in het Chinees vertaald.
In 1980 werd de doelstelling van het programma geformuleerd als het behouden van de Tibetaanse cultuur. In een aantal westerse publicaties van de eenentwintigste eeuw over het Chinese onderzoeksprogramma wordt gesteld dat het programma inmiddels tot doel heeft van het epos een Chinees epos te maken. China zou op die wijze de lacune opvullen die bestond door het ontbreken van een eigen epos zoals bijvoorbeeld de Ilias, Odyssee, Mahabharata en het epos van Manas.
In 2005 werd een aanvraag gedaan het epos te plaatsen op de lijst van het immaterieel cultureel erfgoed van de mensheid dat in 2009 werd gehonoreerd. 
- Gemeinsame Normdatei: 130612863
- Library of Congress Control Number: n2015230499

## Uitgebreide verhaalbeschrijving

### Geboorte van de demonkoningen
In de buurt van de bodhisattva woonden een moeder met haar dochter. Toen de bodhisattva stierf en in India herboren zou worden als de boeddha ging de moeder daar naar toe om de leer te horen. De dochter had geen belangstelling en bleef met haar drie zonen waar ze was. Ze kreeg met ongeluk te kampen en gaf de boeddha de schuld. Ze wilde zijn leer vernietigen en werd herboren als de drie Kur broers: Kurkar, Kurnag en Kurser. Haar oudste zoon werd als Lutzen van het noorden herboren. De jongere zonen als Satham van het westen en Chingti van het zuiden. Padma Sambhava koos Thubpa Gawa, zoon van Korle Demchog en Dorje Phagmo, in het paradijs uit om het tegen hen op te nemen. Padma Sambhava ging naar de onderwaterwereld om een moeder voor hem uit te kiezen, de nagi Dzeden.

### Geboorte en jeugd
Gesars moeder Dzeden is een drakenprinses, die zich veranderd heeft in een jong meisje en is afgedwaald van haar huis in de nevelen onder de zee. Dzeden is dienstmeid geworden van Singlen, de bejaarde koning van Ling. Op een dag droomt Dzeden van een ruiter die haar een gouden vaas met nectar aanbiedt. Hij vertelt haar dat Gesar zijn beeltenis in de nectar heeft achtergelaten en dat ze door ervan te drinken geboorte zal geven aan de overwinnaar van de demonen uit de acht richtingen. Ze gehoorzaamt en wordt ziek. 's Nachts verschijnt vanuit de kruin van haar hoofd een wit jongetje, nadat een witte regenboog haar hoofd heeft aangeraakt. Hij loopt driemaal om haar heen, voorspelt zijn geboorte en verdwijnt. De tweede nacht raakt een rood licht haar rechterschouder aan en verrijst een vlamkleurige jongen. De volgende nacht raakt een blauw licht haar linkerschouder aan en verschijnt een turkooiskleurig jongetje, dat ook tot haar spreekt en weer verdwijnt. Op de ochtend van de vierde dag raakt een zonnestraal haar hart en verschijnt er een jong meisje als een godin gekleed. Ze zegt haar dochter te zijn en verdwijnt. Een paar dagen later hoort ze een stem in haar hart, die haar oproept om te gaan kijken of de tekenen zijn verschenen, die tonen dat het tijd is dat hij geboren wordt. De tekenen zijn daar en een wit ei met drie zwarte stippen perst zich uit Dzedens kruin. Ze wikkelt het in een doek en even later wordt Gesar geboren.
Maar Todong, de jaloerse broer van koning Singlen heeft de tekenen ook gezien en vreest dat de toekomstige koning van Ling is geboren. Hij gaat naar Dzedens tent en beukt het hoofd van het pasgeboren kind tegen de tentpaal. Maar het kind kan niets overkomen. Als Todong de baby met lappen aan handen en voeten bindt, begraaft in een diepe kuil met doornen en de kuil met een enorme platte steen bedekt, stapt Gesar de volgende dag weer vrolijk rond.
Drie dagen later stuurt Todong Singlens boze vrouw om poolshoogte te nemen. Ze meldt hem dat Gesar nog leeft. Daarop reist Todong naar een kluizenaar, die drie kraaien met veren van dun bladstaal en snavels en klauwen van brons naar de tent van Gesar tovert. Gesar schiet de vogels met pijlen naar beneden en gaat naar de grot van de magiër. Gesar trapt diens altaar omver, dat in een rotsblok verandert en daarmee wordt de ingang van de grot versperd. De tovenaar zit voortaan gevangen.
Dzeden en Gesar vertrekken naar een verlaten streek, twee weken reizen verderop om er in vrede te kunnen leven. In de jaren die ze daar doorbrengen ontwikkelt Gesar zich tot man.

### Troonsbestijging
Gesar is groot geworden en berijdt zijn gevleugelde wonderpaard Kyang Go Karkar, dat op dezelfde dag geboren is als hij. Op een ochtend ziet hij Padma Sambhava voor zich, die zegt dat hij en Gesar één zijn en dat Gesar de corrupte wereld moet betreden om de demonen te overweldigen, die de mensengeest verblinden en hun lichamen kluisteren. De tijd is gekomen, want Singlen, de koning van Ling, heeft zijn land verlaten om zijn leven aan spirituele beoefening te wijden en diens broer Todong loert op de troon. Om een einde te maken aan de genadeloze overheersing van de demonische meesters van de vier windrichtingen moet Gesar de heilige wapens verwerven, die in de berg Magyal Pomra verborgen liggen. Padma Sambhava zegt dat Gesar daarna de soetra's (leringen) van Boeddha en de medicijnen, die de Tirthika-priesters slechts voor hun eigen voortbestaan bewaren, naar Ling moet brengen.
Gesar verzint een list om de troon van Ling te kunnen bestijgen. Hij verandert zich in een raaf en vliegt naar Todong. Hij geeft Todong de opdracht dat er een nieuwe koning moet komen en dat de rijke vrek Thampa Gyaltsen de nieuwe koning tot erfgenaam moet maken en hem zijn dochter, Sechan Dugmo, schenken. Er moet een paardenrace gehouden worden en de beste ruiter zal de nieuwe koning zijn. Todong gaat ervan uit dat hijzelf de nieuwe koning zal zijn en drie dagen later vindt de wedren plaats. De uitgestrekte vallei waar de race wordt gehouden is acht kilometer lang. Gesar verschijnt zelf vermomd als haveloos joch op zijn broodmagere pony, Kyang go Karkar. Gesar komt natuurlijk als eerste over de finish, wordt koning en huwt Sechan Dugmo.

### de zwarte berg Magyal Pomra
Op een ochtend ziet de nieuwe koning van Ling zijn zuster, de godin Manene, die op een melkwitte regenboog naar hem toekomt. Ze berijdt een witte leeuw en een buffel volgt haar. In haar handen heeft ze een boog en een spiegel en haar huid heeft de kleur van parels. Ze roept Gesar op met zijn krijgers naar de zwarte berg Magyal Pomra te gaan. Op de bergwand bevindt zich een grote glanzende kristallen vaas. Daar kan hij met zijn krijgers naar binnen om de schat mee te nemen, die Padma Sambhava er begraven heeft. In de kristallen grot staat een gouden troon met op de zetel de van juwelen gemaakte mandala van de wereld. In het midden van de mandala staat een glanzende diamanten vaas waaruit onsterfelijk amrita stroomt. Om de vaas heen zijn langlevenpillen en koorden gewikkeld. Langs de muren van de grot liggen wapens van goud, zilver, kristal en meteoorijzer. Ook de speer van turkoois, 'De Veroveraar van de Drie Werelden' genoemd, nemen ze mee. Buiten worden de krijgers aangevallen door een muskushert, een wild zwijn en een zwakzinnige aap, die voor angst, onwetendheid en grijpen staan. Met hulp van Kyang Go Karkar worden ze gedood. Thuisgekomen wendt de godin Manene zich weer tot Gesar. Hij moet nu het rijk van de Tirthika's verwoesten.

### Overwinning op de Tirthika's
Gesar reist naar het rijk van de Tirthika's en mediteert twee maanden in een kristallen grot, 'De Heldere Zonverlichte Grot' genoemd. Dan verschijnt de god van de Tirthika's met brutale jonge demonen. Gesar raakt verblind, maar weet zijn kristallen zwaard te trekken. Waar zwaard en uitspansel elkaar ontmoeten verschijnt een zwarte stip, die 'alle geloof in een onafhankelijk bestaande absolute macht' vernietigt. Het hart van de god wordt doorboord en daarop vliegt Gesar op zijn wonderpaard Kyang Go Karkar naar het midden van een dichtbegroeid bos, waar een reusachtige zwarte slang in een enorme sandelboom leeft. Deze slang is het geheime hart van Lungjag Nagpo, de leider van de Tirthika's. Het hart symboliseert 'intimidatie, giftige hebzucht en terreur'. Gesar overwint het zwarte monster en vliegt onder de grond, waar een grote bronzen schildpad ronddwaalt, die 'hoop en vrees' vertegenwoordigt. Gesar doodt het dier, de grot stort in en van het dier blijft slechts een door bliksemflitsen oplichtend juweel over. De Tirthika's voelen al aan, dat hen onheil wacht. Gesar verschijnt aan hen als boodschapper van hun god om hen gerust te stellen, zodat ze minder op hun hoede zijn. Dan verschijnt hij als minister van hun god en adviseert hen alle balen met medicijnen tegen de vier muren van het fort op te stapelen. Dan verschijnt Gesar voor Padma Chotso, de dochter van Lungjag Nagpo en zegt tegen haar dat hij haar zal bevrijden.
Gesar emaneert vier identieke krijgers. Een draagt het vaandel van de tijger, hij neemt bij de oostelijke poort plaats. De tweede draagt het vaandel van de leeuw en staat bij de noordelijke poort. De derde heeft de banier met de garoeda en vat post bij de westelijke poort. De vierde ten slotte heeft het vaandel van de draak en staat bij de zuidelijke poort. Dan zingen ze tot de heren van de elementen: de vredelievende witte heer van het hemelse rijk, de onbevreesde gouden heer van het aardse domein en de ondoorgrondelijke turkooizen heer van het domein beneden aarde en zee. Vervolgens zingen de krijgers liederen, die de torens in vlammen zetten. Als ook de zuidelijke muur in de vlammen ineen stort en Lungjag Nagpo omkomt, roept Gesar een zwerm adelaars aan om de schat aan medicijnen naar het dak van het paleis in Ling over te brengen. Padma Chotso wordt gered en de vier emanaties keren tot Gesar terug. In het verbrande Tirthikafort is enkel een ijzeren vesting overgebleven met de schatten van Boeddha's leer. Gesar schiet er een pijl op af en het bouwsel spat uiteen. De enorme verzameling van Boeddha's leringen neemt Gesar mee en als pandit geeft hij onderricht in Tibet en Nepal. Zes maanden later keert hij terug naar Ling. Todong vraagt om harde bewijzen voor zijn overwinningen en Gesar toont daarop de medicijnen en de teksten.
Na vele jaren van voorspoed verschijnt zijn zuster Manene opnieuw en roept Gesar op de strijd aan te gaan met Lutzen, de twaalfhoofdige demon van het Noorden, de bende van Hor uit het oosten, het duivelse koninkrijk Setham van Jang in het westen en de duivel Shingti in het zuiden.

### Lutzen van het noorden
Lutzen is de demon-koning van het noorden, een rijk van paranoia en niet te stillen honger. Hij is zo lang als drie mannen, heeft twaalf hoofden, koperen slagtanden en vierentwintig woeste ogen met verschillende kleuren. Hij is bedekt met zwarte metalen schubben, heeft zilveren klauwachtige handen en is 'als het evenbeeld van de Heer des Doods'. zijn metalen paleis ligt op de top van een zwarte berg, omringd door drie stenen vestingwallen: de 'Parelgrijze Rotswal', bewaakt door afstammelingen van goden; de 'Gouden Rotswal', bewaakt door afstammelingen van mensen; de 'Zwarte Rostwal', bewaakt door demonen.
Na het verslaan van een enorme inktzwarte stier met gele, bloeddoorlopen ogen, weet Gesar de goden en mensen voor zich te winnen en de demonen te vernietigen. Als Lutzen zijn paleis uit is om er achter te komen wat er in zijn rijk afspeelt, maakt Gesar kennis met diens elegante en beeldschone Chinese vrouw. Ze wil hem helpen Lutzen te verslaan, verbergt Gesars wonderpaard Kyang Go Karkar in de grotkelders onder het paleis en wijst Gesar een koperen ketel in een gat onder de vloer, waaronder hij plaats kan nemen. Als de reus thuiskomt, vraagt ze hem bezorgd of ze wel veilig zijn en Lutzen snoeft, dat hen niets kan gebeuren, zolang: zijn verleidelijke zuster leeft, die in het oosten in de 'Boom van Genot' woont; zijn afzichtelijke zuster in het westen de smaragden kever (geloof in de werkelijkheid van leven en dood) bewaakt; de gouden vis van vertrouwen en de zilveren vis van bewustzijn blijven bestaan; Lutzen z'n twaalf hoofden behoudt. Als de volgende dag Lutzen op z'n kopergroene muilezel het paleis weer verlaat, komt Gesar tevoorschijn en trekt op z'n wonderpaard naar het oosten. De aantrekkelijke zuster van Lutzen komt uit haar 'Boom van Genot' en Gesar biedt haar een gouden ketting aan. Als hij haar aanbiedt haar zelf de ketting om te doen, wurgt hij haar. Vervolgens gaat Gesar naar haar zus in het Westelijk Hemelrijk. Die verschijnt als een geel hert en Gesar schiet haar een pijl door haar voorhoofd. Ze transformeert zich tot een reusachtige demon en vraagt wie hij is. Hij zegt dat hij Lutzen is en dat hij dit heeft gedaan, omdat hij boos is dat hij de groene kever nooit heeft mogen aanschouwen. Hij zal daarna de pijl uit haar hoofd trekken. Ze gooit hem de kever toe, Gesar verplettert hem onder zijn hiel en steekt haar de pijl, die in haar voorhoofd stak, door het hart. Gesar reist terug naar Lutzens paleis, waar de demon slaapt en de zilveren en gouden vis uit zijn neusgaten glippen om op zijn schouders te spelen. Met in elke hand een knuppel slaat Gesar hen tot moes. Als Lutzen ontwaakt slaat Gesar hem zijn hoofden af. Lutzens koningin biedt Gesar wijn te drinken aan. Daardoor vergeet Gesar zijn eigen rijk en blijft zes jaar lang in het rijk van het noorden, terwijl zijn paard verkwijnt in de grotten onder het paleis.

### Kurkar van Hor van het oosten
Op een morgen verschijnt er op het balkon van zijn paleis een bruine valk zonder kop. Het is Gyaza, de zoon van Singlen, de vorige koning van Ling. Gyaza vertelt dat iedereen in Ling dacht dat Gesar was omgekomen. Kurkar, de ontheiligende demon-koning van Hor, is Ling binnengevallen en heeft Sechan Dugmo tot zijn vrouw en koningin van Hor gemaakt, Gesars moeder als dienstmeid aangesteld en Todong tot onderkoning van Ling gemaakt. Gyaza's hoofd hangt boven de paleispoort van Hor. Gesar wordt met een schreeuw wakker uit de droom, die zes jaar heeft geduurd. Zijn paard Kyang Go Karkar hoort de schreeuw van zijn meester en breekt los uit z'n stal. Samen keren ze terug naar Ling. Todong heeft zich uit angst in een graanzak verstopt en Gesar gebruikt die zak als matras. De volgende ochtend wordt Todong in de gevangenis gezet. Gesar gaat met zijn leger naar het oostelijke rijk van Hor, waar Kurkar heerst met zijn broers Kurser en Kurnag. Maar eerst vraagt hij om bescherming van Magyel Pomra, de Grootse Nyen, 'Heer en Leven van de majestueuze Amnye Machen'.
Kurkar, de rode koning van Hor, is knapper dan enig andere man, heeft helderrode lippen en zilveren tanden en is aanlokkelijk en voorkomend. Zo neemt hij bezit van de mensengeest. Zijn bleke broer Kurser is als goud - glanzend en corpulent, geeft een zelfvoldaan en tevreden gevoel en veroorzaakt 'een verlangen naar bezit en angst dit weer te verliezen'. Zwarte Kurnag is klein, meedogenloos en gewelddadig, met zwarte tanden en bloeddoorlopen ogen. Hij ziet in alles een bedreiging en beschermt.
Gesar reist met zijn leger het land van Hor binnen. Ze worden overvallen door een albinostier, maar ze weten hem met touwen te strikken en in de sneeuw te verstikken. De tweede verdedigingslinie wordt gevormd door demon-veermannen. Gesar doet zich voor als reizende monnik met een kudde beladen met handelswaar. Als die handelswaar in honderd schepen is geladen en een storm opsteekt, slaan de boten om. Als de veermannen aan land klauteren worden ze door Gesars leger afgemaakt. Gesar stuurt zijn leger naar huis en zegt dat hij haar na drie jaar zal oproepen. Gesar verandert zich in een bediende van een schitterende karavaan, die geschenken aanbiedt aan de koning van Hor. Maar de geschenken zijn tekens van Kurkars naderende ondergang. Als de koning de karavaan de volgende dag wil bezoeken is zij in rook opgegaan. Gesar verandert zich nu in een vijfjarig jongetje dat de smid komt helpen. Als de smid wat van zijn werk laat zien aan Kurkar wil deze dat de jongen iets verrassends voor hem maakt en geeft hem goud, brons, zilver en koper. Daarvan maakt de smidsjongen een miniatuur koninkrijk, dat uit zichzelf beweegt. De toeschouwers kunnen hun ogen er niet van afhouden. Intussen verplettert Gesar de vier patroonheiligen van Hor. 's Nachts stuurt hij Kurkar een droom, waarin hij als voorouderlijke god oproept tot een wedkamp. Er wordt gestreden in paardenrennen, boogschieten en worstelen. Een enorme reus is de kampioen van Hor, maar de smidsleerling daagt hem uit en overwint hem. Dan geeft Kurkar hem de opdracht een reusachtige rode tijger naar het paleis te brengen en na enkele weken komt Gesar terug en legt de tijger aan de ketting. De tijger breekt los, verscheurt de eerste minister van Hor en de jongen brengt het dier terug. Dan verschijnt Gesar als een magiër uit India met een zwarte punthoed. Die zegt dat een groot stuk meteoorijzer omgesmeed moet worden tot een ketting, die aan de top van de paleispoort moet worden bevestigd. De smidsjongen heeft de ketting in drie dagen klaar. Hij is zelf de enige die de ketting kan bevestigen en tegelijk haalt hij het hoofd van Gyaza weg. 's Nachts verschijnt Gesar weer in een droom aan Kurkar. In de vorm van de drie voorvaderlijke goden nodigt hij het volk van Hor uit naar een dans te komen kijken bij de plaats Tsara Padma Togden. Alleen Kurkar blijft alleen in het paleis achter. Als het nacht is verschijnt Gesar in zijn ware gedaante aan Kurkar en doodt hem. Het leger van Ling wordt opgeroepen en omsingelt het volk van Hor. Gesar doodt Kurser, maar Kurnag weet als enige te ontkomen. Na het doden van het driejarig zoontje van Kurkar en Sechan Dugmo, keert ook Gesar terug tot het koninkrijk Ling.

### Setham van Jang van het westen
Setham is de demon-koning van Jang in het westen. Zijn rijk vol pracht en praal symboliseert pompeuze begeerte en uitzichtloze grootheidswaan. Setham is voor de tweede maal gehuwd, waarna hij rustelozer, sneller geïrriteerd en hebzuchtiger is geworden. Na een droom waarin drie voorouderlijke goden aan hem zijn verschenen, gaat hij er over nadenken zijn buurland Ling aan te vallen. Zijn eerste minister Petal Kalon kan hem niet op andere gedachten brengen. Gesar besluit Setham tegen te houden en roept een visioen op: drie witte ezels gaan de ommuurde tuin in Sathams paleis binnen, terwijl die omheining geen deur heeft. In die tuin staat een kleine stenen tempel met een beeld van een paard, gehouwen uit een enorme schelp. De witte ezels eten er van de gele bloemen. Setham wil het zijn echtgenote laten zien, maar die buigt zich te ver over de muur en valt dood in de tuin. Setham laat de muur afbreken, verpulvert het beeld van het paard en stuurt zijn zoon met een leger naar Ling. Maar de zoon raakt onder de bekoring van Gesar en Setham besluit zelf de leiding over het leger over te nemen. Om onaantastbaar te worden voor ziekte of verval wil Setham van het levenswater uit het heilige meer drinken. Gesar verandert zich in een bij met vlijmscherpe vleugels. Als de watergodin Setham te drinken aanbiedt uit haar gouden vaas, vliegt Gesar zijn keel binnen. Met zijn vleugels weet hij Setham te doden. Petal Kalon weet wat er gebeurd is en smeert het lichaam van zijn koning dicht met boter en wil het verbranden. Gesar wordt een kleine rode vlieg en vliegt samen met Sethams bewustzijn door diens kruin naar buiten. Bij een zwart, giftig meer raken de legers van Jang en Ling slaags. Gesar en Petul beginnen een tweegevecht, eerst met de pijl en boog, dan met het zwaard tot het een vuistgevecht wordt. Het wonderpaard Kyang Go Karkar besluit in te grijpen en vangt Petuls vuist in een stijgbeugel, neemt hem op tot boven het meer en laat hem er in vallen. De zoon van Setham wordt tot koning van Jang gekroond en Gesar besluit dertien jaar in retraite te gaan.

### Shingti van het zuiden
Na tien jaar retraite verschijnt Gesars zuster Manene om hem op te roepen Shingti, de grote, inhalige, gele demon van het Zuiden, te verslaan. Gesar gaat met de legers van Ling, Hor en Jang naar het zuiden tot aan de ijzeren brug over de rivier die de grens vormt. Gesar laat boodschappers van Shingti weten, dat hij Todongs twintigjarige zoon wil laten huwen met Shingti's dochter Metok Lhadze. De demon-koning met zijn roetzwarte tanden en bloederige troon, wil van geen huwelijk weten. Shingti stuurt de helft van zijn leger naar Gesar en de andere helft verdedigt zijn fort. Hij zet zijn dochter na haar droom vast in een hoge toren. Gesar verslaat Shingti's leger en paleiswacht en zet het fort in vuur en vlam. Als Shingti ziet dat zijn turkooizen langlevenpilaar barst, rolt hij zijn toverladder, die tot de wolken reikt, uit vanaf het dak van zijn paleis. Gesar en Kyang Go Karkar veranderen in een draak en kappen de gouden koorden van de ladder. Shingti valt omlaag en nog voor hij sterft, stroopt Gesar hem zijn vel af, spant dit over de grond en pint het met vier speren vast, precies zoals Metok Lhadze gedroomd had. Ze springt uit haar brandende toren, recht in de armen van Gesar. De schatten, die Shingti in een gewelf onder de bergen had verzameld, worden naar Ling overgebracht. De zoon van Todong huwt Shingti's dochter en de 'zuiverheid van de vier richtingen' is nu hersteld.